# Náufrago (álbum de Siddhartha)
Náufrago es el segundo álbum de estudio del cantante mexicano Siddhartha lanzado en 2011, el disco está compuesto por 11 canciones originalmente (su reedición contiene una pista adicional), las cuales tratan mayormente sobre temáticas solitarias.
Siddhartha inicio la gira promocional de Náufrago justo después de su lanzamiento, presentándose con éxito en cada varias ciudades, llenando escenarios y agotando entradas en numerosos lugares, como el Lunario del Auditorio Nacional y el foro Voila Antara (hoy conocido como Foro TotalPlay).
Algunos de los estados por los que paso durante la gira fueron Puebla, Querétaro, Guadalajara, Morelia, León, Aguascalientes, San Luis Potosí, Oaxaca, Toluca, Xalapa, Pachuca, Tuxtla, San Cristóbal de las Casas, Monterrey y Tijuana, así como California en Estados Unidos, donde se presentó en Los Ángeles.
Siddhartha también tocó en el festival Vive Latino 2012 en la Ciudad de México como parte de la gira promocial del álbum.
El álbum Náufrago fue producido por Siddhartha y Aldo Muñoz, masterizado en The Exchange Studios (Reino Unido) por Mike Mars, con la ayuda de Marcelo Salazar y Erick Rangel en la coproducción de este álbum (Rangel forma parte de la banda cuando toca en vivo; Salazar solía tocar la guitarra anteriormente).
La canción Mi Castillo de Blanca Arena fue incluida en el disco Yo Nunca Vi Televisión, un tributo al programa de televisión infantil chileno 31 Minutos publicado en 2009.

## Lista de canciones
1. La Verdad
2. Extraños
3. Domingo
4. La Historia
5. Náufrago
6. Humo
7. Camaleón
8. Color
9. El Poema y la Caja
10. Nunca Es Nunca
11. Mi Castillo De Blanca Arena (Originalmente del programa de televisión chileno 31 minutos)
12. Fue (Bonus track) [Reedición, 2011]

Todos los temas compuestos por Siddharta. Excepto track 11 por Daniel Castro, Álvaro Díaz, Patricio Díaz, Pedro Peirano, Rodrigo Salinas y Pablo Ilabaca; y track 12 por Gustavo Cerati.